# Rollsport-club Uttigen
Le Rollsport-club Uttigen est un club suisse de rink hockey représentant la ville de Uttigen. Il est fondé en 1980.

## Parcours
Le club a un niveau européen et participe notamment à la Coupe CERS en 2018. 